# 19-10 v.Chr.
De jaren 19-10 v.Chr. (van de christelijke jaartelling) zijn een decennium in de 1e eeuw v.Chr..

## Belangrijke gebeurtenissen

Mare Nostrum

- 19 v.Chr. : Marcus Vipsanius Agrippa laat de Aqua Virgo bouwen, een aquaduct die Rome van water voorziet.
- 16 v.Chr. : Noricum wordt een Romeinse provincie.
- 16-13 v.Chr. : Keizer Augustus herschikt Gallië en Hispania. Augusta Treverorum wordt de hoofdstad van Gallia Belgica.
- 15 v.Chr. : Raetia wordt een Romeinse provincie.
- 12-9 v.Chr. : Augustus' veldtochten in Germanië. Nero Claudius Drusus, zoon van Livia, vrouw van Augustus, probeert greep te krijgen op Germanië.

## Belangrijke personen

### Geboren
- 10 v.Chr.: Claudius, Romeins keizer.
- 10 v.Chr.: Herodes Agrippa I, later koning over het Joodse land binnen de Herodiaanse dynastie
- 10 v.Chr.: Paulus wordt uit joodse ouders geboren in Tarsus (Cilicië).

### Overleden
- 12 v.Chr.: Marcus Vipsanius Agrippa, rechterhand van keizer Augustus.

<< · 19 · 18 · 17 · 16 · 15 · 14 · 13 · 12 · 11 · 10 · >>
<< · 99-90 · 89-80 · 79-70 · 69-60 · 59-50 · 49-40 · 39-30 · 29-20 · 19-10 · 9-1 · >>